# Kristjan Palusalu
Kristjan Palusalu (Saulepi, 10 de marzo de 1908-Tallin, 17 de julio de 1987) fue un luchador estonio. En los Juegos Olímpicos de Berlín 1936 ganó dos medallas de oro tanto en lucha libre como en grecorromana, convirtiéndose en el primer deportista del peso pesado que vencía ambas pruebas en una cita olímpica.

## Biografía
Kristjan Palusalu, cuyo nombre de pila era Kristjan Trossmann, nació el 10 de marzo de 1908 en una villa del condado de Lääne (Estonia), siendo el octavo hijo de una familia de granjeros. Desde joven ya destacaba por su corpulencia y fortaleza física: en su plenitud deportiva llegaría a medir 1,85 metros y pesar más de 100 kilos.
En 1929 empezó a practicar lucha libre mientras cumplía el servicio militar en Tallin. Desde entonces se convirtió en uno de los referentes de este deporte en su país: fue campeón nacional de lucha grecorromana en siete ocasiones (1932-1938) y de estilo libre en otras cinco (1931-1936), al tiempo que lo compaginaba con un puesto de carcelero en la prisión capitalina.
El mayor logro de su vida llegaría en los Juegos Olímpicos de Berlín 1936. Palusalu ganaría dos medallas de oro tanto en libre como en grecorromano. Hasta la fecha, es el único luchador del peso pesado que ha vencido ambas pruebas en la misma cita olímpica. Al regresar a su país fue recibido como un héroe, se le nombró «deportista del año» e incluso el gobierno de Estonia le regaló una granja en Pillapalu. Kristjan revalidó su hegemonía en el campeonato europeo de 1937, y al año siguiente dejó de competir por una lesión.
La trayectoria deportiva de Palusalu se vio frenada por la Segunda Guerra Mundial. Cuando se produjo la ocupación soviética del báltico en 1940, el luchador fue deportado junto con otros deportistas estonios a un gulag en el norte de Rusia. Tras ser descubierto en plena escapatoria, se le conmutó la pena de muerte por un reclutamiento forzoso en la guerra de continuación. Sin embargo, en octubre de 1941 aprovechó un despiste de las tropas para desertar. Allí fue reconocido por el médico jefe militar finés, el gimnasta olímpico Heikki Savolainen, que garantizaría su seguridad en la huida.
El atleta regresó en 1942 a una Estonia ocupada por los alemanes. Dos años más tarde, los soviéticos asumieron el control del país y le enviaron a un campo de trabajo en Siberia. Tras ser liberado en 1946 estuvo entrenando a otros luchadores en el club deportivo Spartak de Tallin, hasta que en 1951 fue cesado por sus antecedentes. A finales de los años 1950 compatibilizaría un empleo de contratista con el regreso al deporte, esta vez como árbitro de lucha libre en torneos locales, y su figura pública quedó restablecida.
Palusalu falleció el 17 de julio de 1987 en Tallin, a los 79 años. Sus restos permanecen enterrados en el Cementerio del Bosque (Metsakalmistu).

## Palmarés internacional
| Juegos Olímpicos   | Juegos Olímpicos | Juegos Olímpicos | Juegos Olímpicos   |
| Año                | Lugar            | Medalla          | Categoría          |
| ------------------ | ---------------- | ---------------- | ------------------ |
| 1936               | Berlín, Alemania | Medalla de oro   | +87 kg             |
| 1936               | Berlín, Alemania | Medalla de oro   | Lucha libre +87 kg |
| Campeonato Europeo |                  |                  |                    |
| Año                | Lugar            | Medalla          | Categoría          |
| 1937               | París, Francia   | Medalla de oro   | +87 kg             |